# کاستلرو
کاستلرو (به ایتالیایی: Castellero) یک کومونه در ایتالیا است که در استان آسته واقع شده‌است.

## خصوصیات
کاستلرو ۴٫۳ کیلومترمربع مساحت و ۲۹۷ نفر جمعیت دارد.